# Argyra sericata
Argyra sericata är en tvåvingeart som beskrevs av Van Duzee 1925. Argyra sericata ingår i släktet Argyra och familjen styltflugor. Inga underarter finns listade i Catalogue of Life.